# Чеаліс 5
Чеаліс 5 (англ. Chehalis 5) — індіанська резервація в Канаді, у провінції Британська Колумбія, у межах регіонального округу Фрейзер-Велі.

## Населення
За даними перепису 2016 року, індіанська резервація нараховувала 537 осіб. Середня густина населення становила 63,1 осіб/км².
З офіційних мов обидвома одночасно не володів жоден з жителів, тільки англійською — 535. Усього 5 осіб вважали рідною мовою не одну з офіційних, з них усі — одну з корінних мов.
Працездатне населення становило 53,1% усього населення, рівень безробіття — 11,6%.
Середній дохід на особу становив $25 348 (медіана $20 416), при цьому для чоловіків — $22 882, а для жінок $27 827 (медіани — $18 464 та $23 424 відповідно).
32,1% мешканців мали закінчену шкільну освіту, не мали закінченої шкільної освіти — 29,6%, 39,5% мали післяшкільну освіту, з яких 6,3% мали диплом бакалавра, або вищий.
| Статево-вікова структура населення | Статево-вікова структура населення | Статево-вікова структура населення | Статево-вікова структура населення | Статево-вікова структура населення |
| ---------------------------------- | ---------------------------------- | ---------------------------------- | ---------------------------------- | ---------------------------------- |
|                                    |                                    |                                    |                                    |                                    |
| Всього                             | Всього                             | 49,5%50,5%                         |                                    |                                    |
| 0 — 14 років                       | 0 — 14 років                       |                                    | 24,3%                              | 24,3%                              |
| 15 — 64 років                      | 15 — 64 років                      |                                    | 67,3%                              | 67,3%                              |
| 65 і більше                        | 65 і більше                        |                                    | 8,4%                               | 8,4%                               |
| Середній вік (років)               | Середній вік (років)               | 35,533,6                           | 34,5                               | 34,5                               |
| Медіана (років)                    | Медіана (років)                    | 37,532,3                           | 34,4                               | 34,4                               |
| — чоловіки — жінки                 |                                    |                                    |                                    |                                    |

| Походження мешканців:     | Походження мешканців:     | Походження мешканців: | Походження мешканців: | Походження мешканців: |
| ------------------------- | ------------------------- | --------------------- | --------------------- | --------------------- |
| Походження                |                           |                       | осіб                  | %                     |
| Корінні американці        | Корінні американці        |                       | 510                   | 94.44%                |
| Інше північноамериканське | Інше північноамериканське |                       | 10                    | 1.85%                 |
| Європейське               | Європейське               |                       | 35                    | 6.48%                 |
| британське                | британське                |                       | 20                    | 3.7%                  |
| французьке                | французьке                |                       | 10                    | 1.85%                 |
| Латинськоамериканське     | Латинськоамериканське     |                       | 10                    | 1.85%                 |
| Азійське                  | Азійське                  |                       | 10                    | 1.85%                 |

## Клімат
Середня річна температура становить 9,1°C, середня максимальна – 20,3°C, а середня мінімальна – -3,3°C. Середня річна кількість опадів – 1 766 мм.
| Клімат поселення                              | Клімат поселення | Клімат поселення | Клімат поселення | Клімат поселення | Клімат поселення | Клімат поселення | Клімат поселення | Клімат поселення | Клімат поселення | Клімат поселення | Клімат поселення | Клімат поселення | Клімат поселення |
| Показник                                      | Січ.             | Лют.             | Бер.             | Квіт.            | Трав.            | Черв.            | Лип.             | Серп.            | Вер.             | Жовт.            | Лист.            | Груд.            |                  |
| Середній максимум, °C                         | 5,91             | 7,90             | 10,05            | 12,91            | 16,09            | 18,90            | 19,40            | 20,29            | 17,22            | 12,96            | 7,83             | 4,62             |                  |
| Середня температура, °C                       | 1,28             | 3,28             | 5,43             | 8,30             | 11,45            | 14,30            | 16,62            | 17,51            | 14,44            | 10,17            | 5,04             | 1,80             |                  |
| Середній мінімум, °C                          | −3,33            | −1,36            | 0,80             | 3,67             | 6,83             | 9,66             | 13,83            | 14,70            | 11,64            | 7,38             | 2,25             | −0,98            |                  |
| Норма опадів, мм                              | 238              | 164              | 159              | 127              | 101              | 86               | 60               | 60               | 89               | 185              | 271              | 226              |                  |
| Середньомісячна швидкість вітру, м/с          | 3.12             | 3.06             | 3.10             | 3.04             | 2.89             | 2.88             | 2.79             | 2.58             | 2.39             | 2.55             | 3.01             | 3.13             |                  |
| Середньомісячна сонячна радіація, кДж/м²·день | 3263             | 6283             | 10056            | 15132            | 18771            | 20302            | 21655            | 18580            | 13294            | 7245             | 3573             | 2544             |                  |
| --------------------------------------------- | ---------------- | ---------------- | ---------------- | ---------------- | ---------------- | ---------------- | ---------------- | ---------------- | ---------------- | ---------------- | ---------------- | ---------------- | ---------------- |
| Джерело:                                      |                  |                  |                  |                  |                  |                  |                  |                  |                  |                  |                  |                  |                  |